# Kerma kanal
Kerma kanal (fi. Kerman kanava) är en kanal på Heinävesistråten i närheten av Kermankoski fors i Heinävesi kommun i Södra Savolax. Kanalen är 250 meter lång, har en sluss och en höjdskillnad på 2,30–2,40 meter. Tillsammans med Pilppa och Vihovuonne kanaler förbinder Kerma kanal sjön Kermajärvi med fjärden Haukivesi i sjön Saimen. Kanalen byggdes 1903–1905.